# Публий Корнелий Долабела (консул 10 г.)
Вижте пояснителната страница за други личности с името Публий Корнелий Долабела.
Публий Корнелий Долабела (на латински: Publius Cornelius Dolabella) е политик на ранната Римска империя.
Той е син на претора Корнелий Долабела и Квинтилия (сестра на Публий Квинтилий Вар). Внук е на Публий Корнелий Долабела (консул 44 пр.н.е. и приближен до Август). Избран е за консул през 10 г.
Той и колегата му Гай Юний Силан изграждат, през годината на техния консулат, Арката на Долабела (може да е било просто реконструкция на Порта Целимонтана) в Рим, една от вратите на Сервианската стена от 4 век пр.н.е.
През 23/24 г. е проконсул на Африка. До 25 г. Долабела е консулски управител на провинция Илирия (Illyricum superius).